# اتالیسا (آیووا)
اتالیسا (به انگلیسی: Atalissa) شهری در ایالت آیووا کشور ایالات متحده آمریکا است که جمعیت آن در سرشماری سال ۲۰۱۰ میلادی، ۳۱۱ نفر بوده‌است.